# Biblioteca di Malmö
La biblioteca di Malmö (in svedese: Malmö stadsbibliotek) è situata a Malmö (Svezia) e ha celebrato il suo centesimo anniversario nel dicembre del 2005. Fu aperta per la prima volta il 12 dicembre 1905 all'Hotel Tunneln. A quell'epoca aveva una collezione di 3.096 volumi tra libri e periodici.
Oggi la biblioteca è formata da tre edifici. "Il calendario della luce" fu progettato dall'architetto danese Henning Larsen e fu inaugurato il 31 maggio 1997. "Il Castello" fu restaurato e inaugurato nuovamente il 24 settembre 1999.

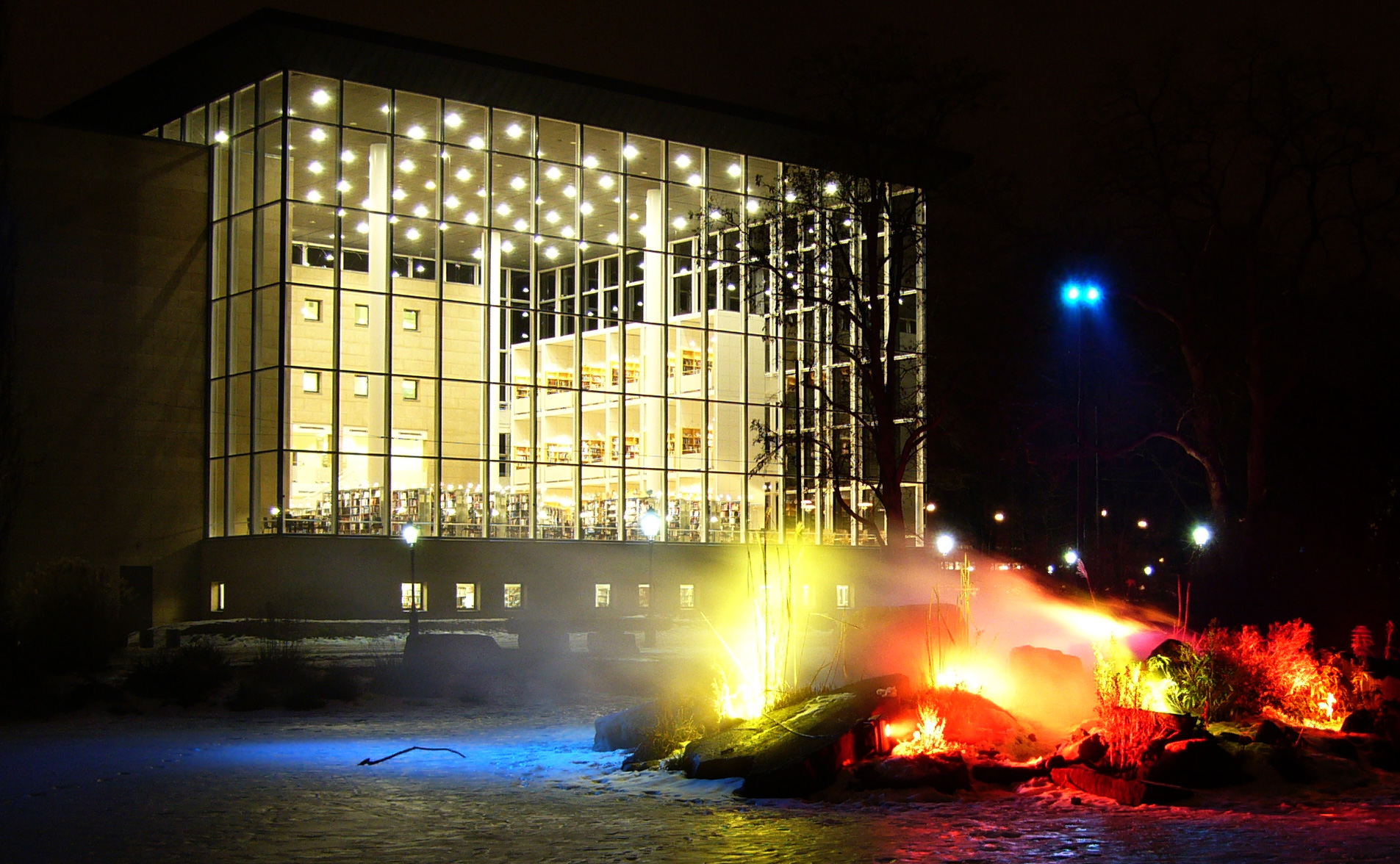
La biblioteca di Malmo

Questi due edifici principali sono collegati da un edificio chiamato "Il cilindro", nel quale si trovano uno sportello informativo, l'entrata e un bar.
Nel 2006 è stata la prima biblioteca svedese a prestare videogiochi.